# Aus dem Tagebuch eines Frauenarztes
Aus dem Tagebuch eines Frauenarztes ist ein deutsches Filmdrama von Werner Klingler aus dem Jahr 1959. Die Titelrolle des Arztes ist mit Rudolf Prack besetzt, die seiner Anwältin mit Marianne Hold und die der Frau, die ihn vor Gericht bringt, mit Ellen Schwiers.

## Handlung
Nach einer Faschingsfeier wird die junge Erika Hansen von zwei jungen Männern mit dem Auto mitgenommen; als sie zudringlich werden, stürzt sie sich aus dem Wagen, wird schwer verletzt und in die Frauenklinik von Chefarzt Dr. Brückner gebracht. Eine nächtliche Notoperation rettet ihr das Leben. Dr. Brückner geht ganz in seiner Arbeit auf und kennt kein Privatleben. Seine Patientinnen verehren ihn, was unter den Schwestern für Tratsch sorgt. Besonders hartnäckig ist Bühnenbildnerin Ursula Callway, die aktiv mit Brückner flirtet und ihn schließlich zu einem Faschingsfest einlädt. Er nimmt die Einladung trotz Bedenken an und lässt sich von Ursula nach der Veranstaltung auch auf einen Kaffee in ihre Wohnung einladen. Beide tanzen gemeinsam und küssen sich. Als sich Ursula gerade umkleidet, um ihn zu verführen, telefoniert Brückner mit der Klinik. Er erfährt, dass die hochschwangere Frau Mägerlein mit Komplikationen in den OP gekommen ist und bricht sofort auf. Ursula bleibt wütend zurück.
Die Operation von Frau Mägerlein glückt. Die traumatisierte Erika Hansen wird unterdessen von ihrer Schwester, der Rechtsanwältin Dr. Eva Hansen, besucht und kann über die Vorfälle des Tatabends reden. Sie fasst auch Vertrauen zu Brückner, in dem sie bald einen Vaterersatz sieht. Brückner greift unterdessen in seiner Klinik durch: Weil er Assistenzarzt Dr. Kilian und Schwester Anni beim Küssen erwischt, entlässt er Kilian, da ein Arzt während der Arbeit doch ausschließlich Arzt zu sein habe.
Ursula Callway hat Brückner noch nicht aufgegeben. Unter einem Vorwand lässt sie sich als Patientin in das Krankenhaus einweisen. Bei der Abendvisite, die Brückner allein bestreitet, kommt es zu einer Auseinandersetzung zwischen ihr und dem Arzt. Ursula packt überstürzt ihre Sachen und flieht aus der Klinik. Ihrem Freund Rudolf Baum gegenüber deutet sie an, dass Dinge geschehen seien, über die sie nicht reden könne. Baum schlussfolgert, dass Ursula von Brückner missbraucht wurde und zeigt ihn an. Brückner wird festgenommen. Da er die Aussage verweigert, kommt er in Untersuchungshaft. Eva Hansen übernimmt seine Verteidigung und erfährt von Brückner, was am Abend wirklich vorgefallen ist. Während des Prozesses, der intensiv durch die Medien begleitet wird, beschuldigt Ursula Brückner der Vergewaltigung. Angestellte des Krankenhauses vermischen ihre Vermutungen mit Aspekten, die sie aus der Zeitung erfahren haben, und belasten Brückner. Auch Dr. Rott sagt gegen ihn aus, könnte er doch seine Nachfolge als Chefarzt antreten. Neben Erika Hansen ist es ausgerechnet Dr. Kilian, der Brückner verteidigt.
Ursula bleibt auf Antrag von Eva zunächst unvereidigt. Ihrem Freund Baum gegenüber bekennt sie, sich an Brückner für seine Gleichgültigkeit rächen zu wollen. Er habe sie nie belästigt, im Gegenteil habe er ihre Annäherungsversuche an dem Abend abgewehrt und sei gegangen. Baum ist entsetzt und bittet Ursula, vor Gericht keinen Meineid zu schwören, da sie damit ein Menschenleben zerstöre. Dennoch schwört Ursula am nächsten Tag, dass ihre Aussage wahr sei. Nach ihrem Auftritt hört Erika mit, wie Baum Ursula bezichtigt, ihre Lüge beschworen zu haben. Sie teilt dies Eva mit, die Baum kurz vor der Urteilsverkündung noch einmal in den Zeugenstand ruft. Baum berichtet nun die Wahrheit. Ursula wiederum flieht und wird beim Überqueren einer Straße von einem Auto erfasst; sie stirbt noch am Unfallort. Brückner wird von allen Anklagepunkten freigesprochen und verlässt das Gerichtsgebäude mit Eva und Erika als freier Mann.

## Produktion
Aus dem Tagebuch eines Frauenarztes wurde als sogenannter „Problemfilm“ um den § 174 (sexueller Missbrauch von Schutzbedürftigen) beworben. Die Dreharbeiten fanden von Januar bis Februar 1959 in Berlin und den CCC-Studios Berlin-Spandau statt. Die Kostüme schuf Vera Mügge, die Filmbauten stammen von Paul Markwitz und Heinrich Weidemann.

## Rezeption

### Veröffentlichung
Der Film wurde am 24. März 1959 in den Weltspielen in Hannover uraufgeführt. Er lief am 14. September 1962 auch in den Kinos der DDR an und wurde am 11. Januar 1964 auf DFF 1 auch im Fernsehen der DDR gezeigt. In Brasilien wurde er unter dem Titel Do Diário Secreto de um Médico gezeigt, der internationale Titel des Films lautet Notes from a Gynecologist’s Diary.

### Kritik
Für den film-dienst war Aus dem Tagebuch eines Frauenarztes ein „[u]naufrichtiger und sentimentaler Problemfilm“.